# کپیتل هایتس (مریلند)
کپیتل هایتس (به انگلیسی: Capitol Heights) شهری در ایالت مریلند کشور ایالات متحده آمریکا است که جمعیت آن در سرشماری سال ۲۰۱۰ میلادی، ۴٬۳۳۷ نفر بوده‌است.